# Costantino Paleologo (despota)
Costantino Paleologo (in greco Κωνσταντίνος Παλαιολόγος?, Kōnstantinos Palaiologos; 1230 circa – 1271) era un nobile bizantino e fratellastro minore dell'imperatore bizantino Michele VIII Paleologo.
Costantino era figlio di Andronico Paleologo, Grande domestico dell'Impero di Nicea, e della sua seconda moglie, dal nome sconosciuto. Appare per la prima volta all'inizio del 1258, quando viene nominato Cesare dal fratellastro maggiore, Michele VIII. L'anno successivo fu nominato anche sebastocratore. Comandò le forze bizantine in una campagna infruttuosa contro il Principato latino di Acaia, dove il suo esercito fu sconfitto nella battaglia di Prinitza. Qualche tempo dopo il ritorno dalla campagna contro il Principato di Acaia, Costantino si fece monaco con il nome di Calinicus. Morì nel 1271.

## Biografia

### Gioventù
Era figlio del Grande domestico dell'impero di Nicea Andronico Paleologo, nato in seconde nozze, e fratellastro del futuro imperatore bizantino Michele Paleologo. Nacque intorno al 1230. Costantino, insieme all'altro fratellastro Giovanni Paleologo, rimase al fianco del fratello Michele (poi Michele VIII), soprattutto durante i turbolenti eventi dell'estate del 1258. I giovani fratelli, senza aver ricevuto alcun titolo nobiliare ma più tardi per volontà di Michele, si erano uniti al gruppo intorno al giovane imperatore Giovanni IV Lascaris e infine a suo fratello, che era riuscito ad assumere il potere nell'Impero di Nicea.
Quando Michele fu incoronato imperatore all'inizio del 1259, concesse ad alcuni dei suoi più stretti familiari e collaboratori titoli nobiliari. Così, colse l'occasione per conferire a Costantino il titolo di Cesare. Inoltre, volendo rafforzare la sua posizione con i matrimoni, il nuovo imperatore sposò il fratellastro con Irene, figlia del generale Teodoro Brana.

### Carriera militare
Nel 1259, il neo-cesare e il fratellastro Giovanni parteciparono alla battaglia di Pelagonia, dove l'esercito niceno sconfisse il numeroso ma eterogeneo esercito del principe d'Acaia Guglielmo II di Villehardouin, del re di Sicilia Manfredi e del despota d'Epiro Michele II Comneno Ducas. A questo grande e decisivo successo seguirono ulteriori riconoscimenti e onorificenze per i comandanti dell'esercito niceno. Costantino ricevette il titolo di Sebastocratore, che nella gerarchia dei titoli era secondo solo all'imperatore. Nello stesso periodo, il titolo di sebastocratore fu conferito anche a Costantino Tornicio, ma, come ricordato da Giorgio Acropolita, il fratello dell'imperatore aveva un altro simbolo distintivo: indossava stivali blu con l'aquila imperiale, mentre Tornicio non sembra aver ricevuto un'insegna simile.
La successiva menzione di Costantino Paleologo risale al periodo successivo alla restaurazione dell'Impero bizantino. Secondo Giorgio Pachimere, Michele VIII inviò il fratellastro con navi genovesi a Malvasia insieme a un esercito di mercenari turchi e bizantini provenienti dall'Asia Minore. Questa campagna ebbe luogo nel 1262 e fu un passo importante negli sforzi bizantini per riconquistare il Peloponneso. Con Costantino furono inviati anche il grande domestico Alessio File e il parakoimomenos Giovanni Macreno. Il Sebastocratore sottomise rapidamente la popolazione slava del Monte Taigeto, costruì diverse fortezze e assediò Sparta. Poi abbandonò l'assedio e marciò verso Andravida, capitale del Principato di Acaia. Tuttavia, un esercito latino sorprese il grande esercito di Costantino e lo sconfisse. I resti del suo esercito si radunarono a Mistra, dove il Sebastocratore poté raggruppare le sue forze.
Poi, probabilmente nell'estate del 1263, Costantino ripeté la sua campagna nel Peloponneso e cercò di occupare nuovamente Andravida. Per prima cosa, assediò la fortezza di Nikli. Tuttavia, i mercenari turchi del suo esercito, che non erano stati pagati per diversi mesi, lo abbandonarono e si unirono a Guglielmo II di Villehardouin. Costantino si ritirò dalla campagna e con il pretesto della malattia tornò a Costantinopoli, abbandonando i comandanti Alessio File e Giovanni Macreno. Dopo che questi due furono sconfitti e catturati, le operazioni militari bizantine si degradarono in scaramucce di confine.
Le fonti non menzionano nulla della successiva carriera militare di Costantino Paleologo, anche se si sa che Manuele File gli dedicò due poesie. Tuttavia, sembra che Costantino sia morto relativamente giovane (1271), come monaco di nome Calinicus, e lo stesso probabilmente valeva per sua moglie Irene, che si era fatta monaca e aveva preso il nome di Maria. Nel typikon del Monastero della Madre di Dio della Bebaia Elpis ("Speranza sicura"), fondato dalla figlia Teodora, il giorno della commemorazione di Costantino è il 25 ottobre.

## Matrimonio e discendenza
Costantino si sposò tra il 1259/60 con una donna di nome Irene Comnena Lascarina Branaina, con la quale sembra abbia avuto cinque figli.
- Michele Comneno Branas Paleologo[3]
- Andronico Branas Ducas Angelo Paleologo[4]
- Maria Comnena Branaina Lascarina Ducaina Tornicina Paleologa[5], sposata con Isacco Comneno Ducas Tornikios[6].
- Teodora. Si sposò con Giovanni Comneno Ducas Angelo Sinadeno ed ebbe tre figli. In seguito si fece suora con il nome di Teodula.
- Smiltsena. Si sposò con Smilec di Bulgaria[7].

## Ascendenza
|                      |   |                      | Genitori          |  |  | Nonni |  |  | Bisnonni                   |  |  | Trisnonni |  |
|                      |   |                      |                   |  |  |       |  |  | ? Michele Ducas Paleologo? |  |  | …         |  |
|                      |   |                      |                   |  |  |       |  |  | ? Michele Ducas Paleologo? |  |  | …         |  |
|                      |   | …                    |                   |  |  |       |  |  | ? Michele Ducas Paleologo? |  |  |           |  |
| Alessio Paleologo    |   |                      |                   |  |  |       |  |  | ? Michele Ducas Paleologo? |  |  |           |  |
|                      |   | …                    | …                 |  |  |       |  |  |                            |  |  |           |  |
|                      |   | …                    | …                 |  |  |       |  |  |                            |  |  |           |  |
|                      |   | …                    | …                 |  |  |       |  |  |                            |  |  |           |  |
| Andronico Paleologo  |   | …                    |                   |  |  |       |  |  |                            |  |  |           |  |
|                      |   | Giovanni Cantacuzeno | …                 |  |  |       |  |  |                            |  |  |           |  |
|                      |   | Giovanni Cantacuzeno | …                 |  |  |       |  |  |                            |  |  |           |  |
|                      |   | Giovanni Cantacuzeno | …                 |  |  |       |  |  |                            |  |  |           |  |
| Irene Comnena        |   | Giovanni Cantacuzeno |                   |  |  |       |  |  |                            |  |  |           |  |
|                      |   | Maria Comnena        | Andronico Comneno |  |  |       |  |  |                            |  |  |           |  |
|                      |   | Maria Comnena        | Andronico Comneno |  |  |       |  |  |                            |  |  |           |  |
|                      |   | Maria Comnena        | Irene Aineidasa   |  |  |       |  |  |                            |  |  |           |  |
| Costantino Paleologo |   | Maria Comnena        |                   |  |  |       |  |  |                            |  |  |           |  |
|                      | … | …                    |                   |  |  |       |  |  |                            |  |  |           |  |
|                      | … | …                    |                   |  |  |       |  |  |                            |  |  |           |  |
|                      | … | …                    |                   |  |  |       |  |  |                            |  |  |           |  |
| …                    | … |                      |                   |  |  |       |  |  |                            |  |  |           |  |
|                      |   | …                    | …                 |  |  |       |  |  |                            |  |  |           |  |
|                      |   | …                    | …                 |  |  |       |  |  |                            |  |  |           |  |
|                      |   | …                    | …                 |  |  |       |  |  |                            |  |  |           |  |
| …                    |   | …                    |                   |  |  |       |  |  |                            |  |  |           |  |
|                      |   | …                    | …                 |  |  |       |  |  |                            |  |  |           |  |
|                      |   | …                    | …                 |  |  |       |  |  |                            |  |  |           |  |
|                      |   | …                    | …                 |  |  |       |  |  |                            |  |  |           |  |
| …                    |   | …                    |                   |  |  |       |  |  |                            |  |  |           |  |
|                      |   | …                    | …                 |  |  |       |  |  |                            |  |  |           |  |
|                      |   | …                    | …                 |  |  |       |  |  |                            |  |  |           |  |
|                      |   | …                    | …                 |  |  |       |  |  |                            |  |  |           |  |
|                      |   | …                    |                   |  |  |       |  |  |                            |  |  |           |  |